# Панамериканський союз
Панамериканський союз (англ. Pan-American Union) — міжамериканська організація, в різний час виконувала функції консультативного органу американських республік, робочого органу Організації американських держав.

## Історія створення
Ініціатива створення Панамериканського союзу належала США, які, реалізовуючи політичну Доктрину Монро, під виглядом захисту загальних інтересів американських країн хотіли встановити свою гегемонію в Латинській Америці.
На I Панамериканській конференції (1889-90 рр.) держ. секретар США Джеймс Г. Блен висунув проект створення Міжамериканського митного союзу. Цей проект не зустрів підтримки зі сторони латиноамериканських країн, проте 14 квітня 1890 р. конференція ухвалила рішення про створення об'єднання американських держав під назвою Міжнародний союз американських республік (англ. International Union of American Republics). Офіційною ціллю створення організації був обмін економічною інформацією. При ньому приймалось постійне Комерційне бюро американських республік (англ. Commercial Bureau of the American Republics), фактично підпорядковане держ. секретарю США.
У 1902 р. це об'єднання за рішенням II Панамериканської конференції було перейменовано в Міжнародне комерційне бюро американських республік, для керівництва їм було створено Керівна рада в складі дипломатичних представників латиноамериканських країн у Вашингтоні на чолі з держ. секретарем США. 
У 1910 р. IV Панамериканська конференція, змінив назву Міжнародного союзу американських республік на Союз американських республік (англ. Union of American Republics), одночасно перейменувала Міжнародне бюро американських республік в Панамериканський союз.
За конвенцією 1928 р., прийнятою на VI Панамериканській конференції, Панамериканський союз - постійний орган Панамериканських конференцій, очолюваною Керівною радою.
ПАС також забезпечив не лише економічне, але й політичне співробітництво між країнами Латинської америки, насамперед у питаннях політики "невторгнення" (Non-interventionism). Обговорення принципів цієї політики відбувалося на двох конференціях ПАС: в Чилі (Сантьяго, 1923) та на Кубі (Гавана, 1928). На двох конференціях (Монтевідео, 1933 та Буенос-Айрес, 1936) адміністрація американського президента Рузвельта прийняла ці ідеї в дусі "політики добросусідства" (Good Neighbor policy). Ці принципи забезпечили солідарність у Західній півкулі і допомогли у співпраці між час Другої світової війни. 
Після створення в 1948 р. Організації американських держав (ОАД) Панамериканський союз стає її центральним постійним органом. У лютому 1970 р. перейменований у Генеральний секретаріат.